# フェンダーミラー

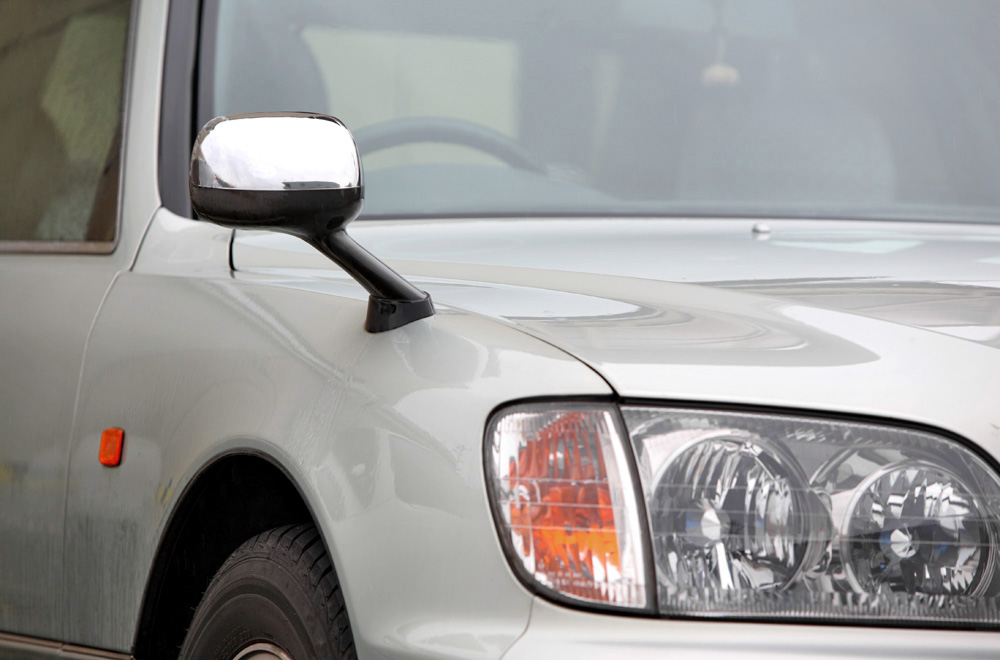
フェンダーミラーの一例
2代目セルシオ（後期型）

フェンダーミラー（Fender Mirror）とは、自動車部品のひとつで、運転者が後方及び後側方を確認するためのミラー（バックミラー）のうち、車外ボンネットの前方端、前輪周辺を覆うパネル（フロントフェンダー）の上部に装着されるものに対する呼称。法令の定義では、「後写鏡」と定めるもののうちの「車体外後写鏡」に含まれる。通常は、車体側面に左右1対で装着されている。時にミニバンやSUVに装備されるサイドアンダーミラーがフェンダーミラーと表記されていることがあるが、これは誤りである。

## 特長

### ドアミラーとの比較

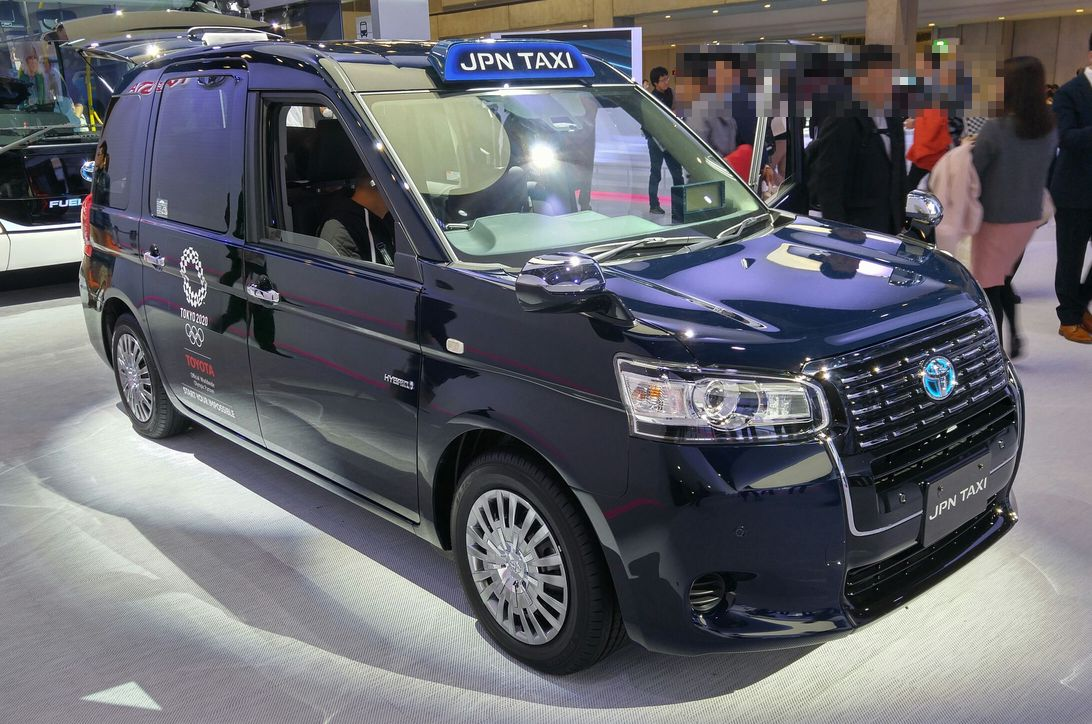
2018年8月現在、日本車で唯一全車フェンダーミラーが標準装備のトヨタ・ジャパンタクシー

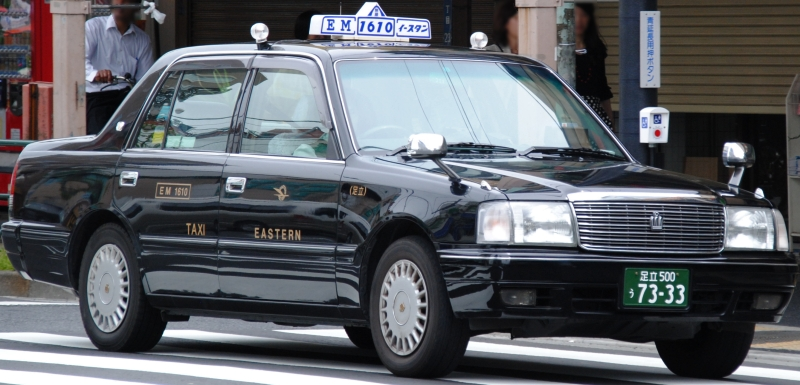
日本のタクシーではフェンダーミラーが主流である（トヨタ・クラウンセダン（XS10系））

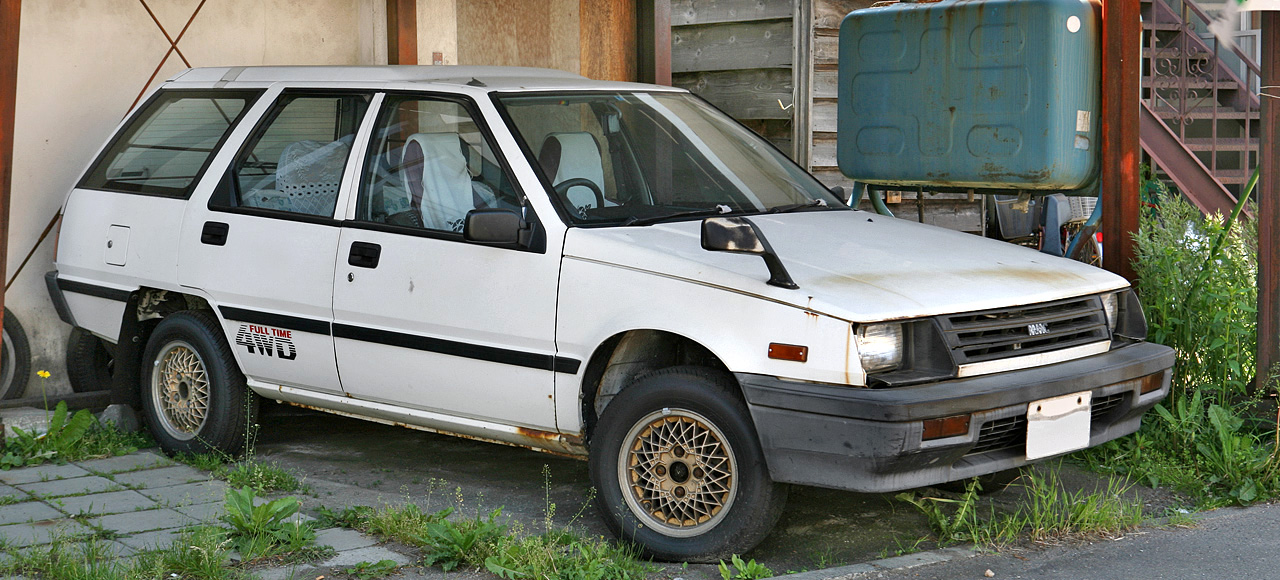
ドアミラーとフェンダーミラーを両方装着した車の例：三菱・ミラージュバン

トラックやバンなどのボンネットをもたないキャブオーバー型では、ドアミラーでも距離としては大きな差は生じない。
しかし、ボンネットのある車では、安全性の確保の観点から、フェンダーミラーはドアミラーよりも有効だという主張もある。フェンダーミラーはドアミラーに比べてより前方に位置しており、ドライバーにとっては目の移動や頭のひねり角度が少なく、視線の移動を素早く行え、長時間運転する場合の疲労が少ないといわれる。また助手席に座った同乗者にミラーを遮られることがなく、フェンダー側面からドア側面にかけての視界も確保される。
車体からのはみ出しも少なく、ミラーを畳まずに狭い道を通ることができる。ミラーの装着位置を目安にして前輪の位置を把握しやすく、車幅・車長感覚の補助という効果や、空力的に有利というメリットもある。
その一方で、ミラーが離れるため相対的に鏡像は小さく見え、ミラーに写る情報を読み取りづらくなる。また顔を左右に振らなければ安全確認ができないドアミラーと違い、常に鏡面が視界に入るフェンダーミラーでは情報過多に陥ったり、ドライバーが横方向の安全を怠りがちになったりするという指摘もある。長い脚や鏡体が突起物になり、事故で歩行者と接触した場合の安全を損ねる可能性もある。
また、前述のようなフェンダーミラーのメリットといわれているものも、単に慣れの問題でしかないという主張もある。例えば自動車評論家の国沢光宏は、フェンダーミラーのメリットとされるものを懐疑的に検証し、タクシーに多く採用されているのも象徴的な意味で好まれているに過ぎないのではないかと結論づけている。
なお、限定販売車・オーテック・ザガートステルビオは、フェンダーミラーをボディに内蔵するという、特異な構造を採用している。フェンダーミラーのデザイン性を高めようという趣旨であるが、結果としてデザイン的評価は高いとはいえない。

### ドアミラー車での採用
日本で販売されているSUVやミニバンなどには、後方確認のためのドアミラーに加えて、助手席側フェンダー部分に前側方確認のための小型フェンダーミラーが装備されることがある。これは、国土交通省の定める「直前側方視界基準」に準拠するものである（サイドアンダーミラー）。
また、時期的にもフェンダーミラー車からの乗り換えが多かった7代目スカイラインには、ドアミラー車の視覚違和感を軽減する目的で、運転席側をドアミラー、助手席側をフェンダーミラーとした、珍しいアシンメトリーミラーがオプション設定されていた（それぞれの形状は至って普通）。

## 歴史

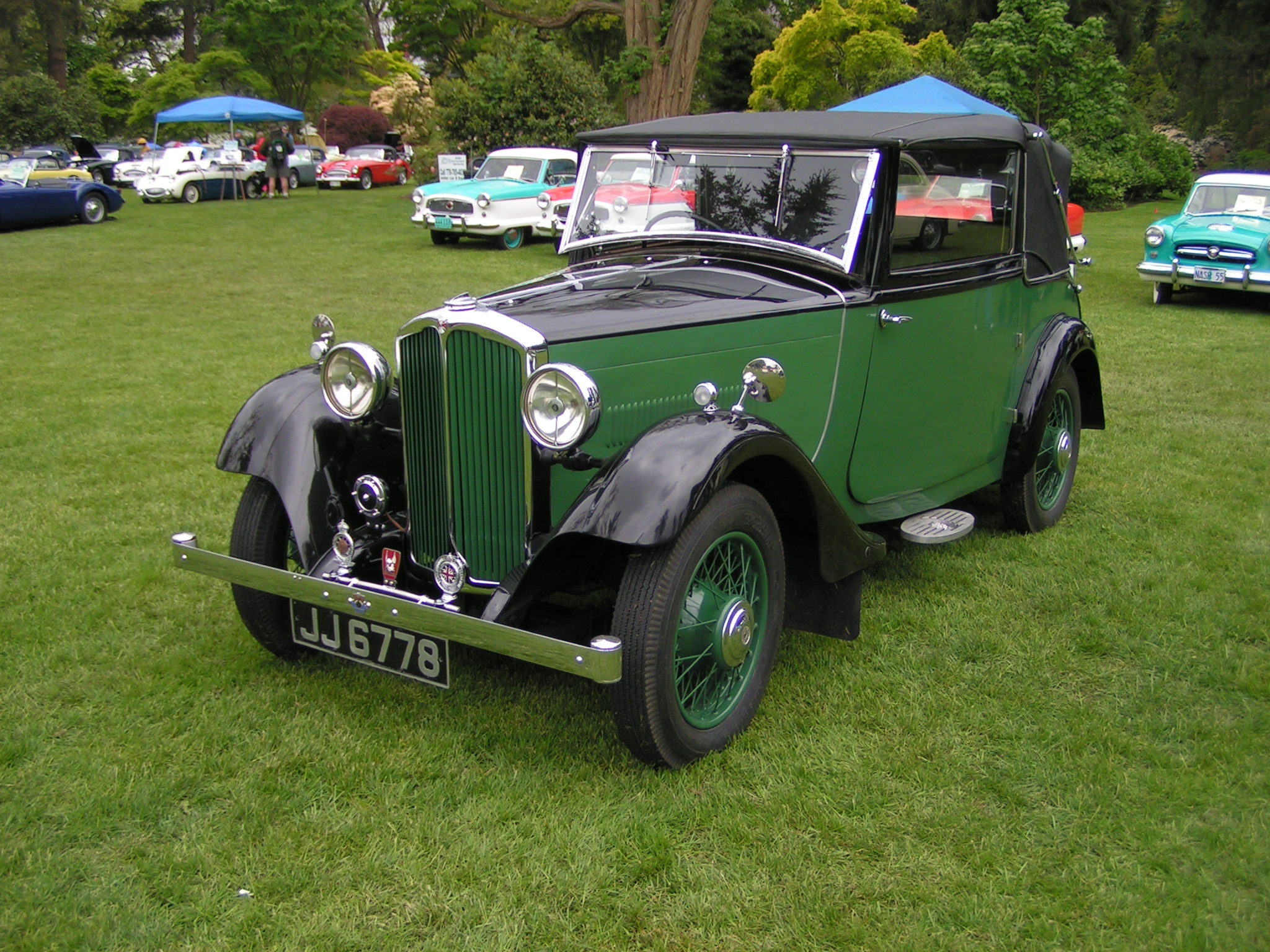
フェンダーミラーを備えた1933年型ローバー・10

### フェンダーミラーの登場
フェンダーミラーが登場したのは1950年代のイギリスで一部の自動車に後方確認用のミラーをフロントフェンダーに取り付けたのが最初である。自動車が密閉式の構造となると、それ以前の様に後写鏡を風防に取り付ける事ができなくなり、代わりにフェンダーやドアに取り付けられる様になった。 
1950年代には、日産・オースチンA40サマーセットやいすゞ・ヒルマンミンクスといったフェンダーミラーを装備したイギリス車がノックダウン生産されている。
ただし、初期には車体の外側に装着されるバックミラーを装備していない自動車もあり、トヨタ博物館に展示されている初代クラウン後期型（1960年式）にもバックミラーはなく、ミニクーパー、フォルクスワーゲン、シボレーなどでも装着はまちまちだった。

### ドアミラーへの移行

#### 欧米
欧米諸国では1960年代初頭にはドアミラーが主流となりフェンダーミラー車は極めて少数派だった。ボルボ・カーズのように一貫してドアミラーを採用しているメーカーもある。

#### 日本

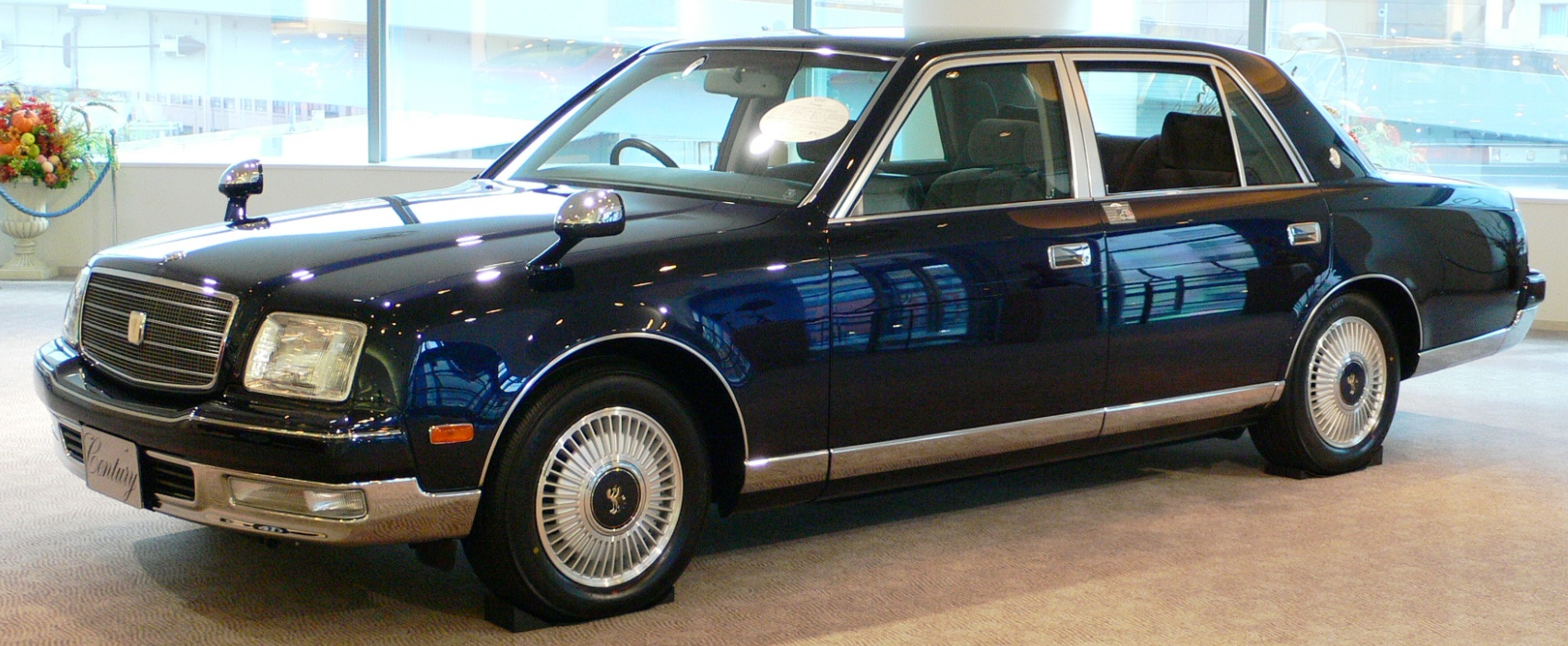
2017年まで伝統的にフェンダーミラーを採用し続けたトヨタ・センチュリー

日本では1960年代になってもボンネットのないキャブオーバー型車両を除いて外部後写鏡はフェンダーミラー以外認められなかった。
そのため当時は日本国外の車両を輸入した場合もフェンダーミラーの装着が必要で、当時の日本のテレビドラマでも、劇中に登場するアメリカ車などにもフェンダーミラーが装着されているのを見ることができる。特に1980年から1990年代にかけて流行したボンネットの低いデザインの車では、フェンダーミラーを装着するにはデザインを損ねるような長い脚が必要であり、こうした日本の事情は日本国外の自動車メーカーにとっては非関税障壁となっていた。
1983年にドアミラー規制が撤廃され、同年5月に日産・パルサーエクサがターボ仕様のグレードを追加した際、ボンネット付きの車両としては日本初となるドアミラー仕様車を発売すると、これを皮切りとしてドアミラーの普及が進んでいく。世界的には稀であり、デザイン上も好まれず、製造コストもかかるフェンダーミラーは急速に減少した。1980年発売の初代日産・レパードのパルサー販売仕様車であるレパードTR-Xの一部グレードにはワイパー付きフェンダーミラーが装着されていたが、ドアミラー仕様車が登場した後こちらも装備から消滅している。2020年現在ではフェンダーミラーのオプション自体が消滅しており、後述のトヨタ・ジャパンタクシー以外、フェンダーミラーの車種は存在しない。
日本でのドアミラー解禁後においてもタクシーや公用車・役員車などに使われていた。上記理由以外に、ドアミラーでは、運転手が後部座席の乗員と偶然に目が合うような状況が発生し、後部座席を覗き見しているかのように見えて不快感を与えるという問題が発生する。タクシー用車両では、助手席側を確認する行為が、助手席乗員が運転手から見られているように感じること、センチュリーやクラウンセダンなど公用車などでは、後方乗員から、運転手が助手席と会話しているように見られる、または、聞き耳を立てているように見られることなどの理由により、長くフェンダーミラーが主流となっていた。
警察のパトロールカーでは、三菱・GTO（中期型）を初のドアミラーパトカーとして導入して以降、フェンダーミラーではなくドアミラーにするケースが増え現在はドアミラーが一般化している。教習車にしても、ドアミラーしか設定のない車種が増え、教習車の世代交代も進んだため、おおむね1990年代には普通免許（AT限定免許含む）の教習車に限っていえば、ほとんどがドアミラーになっている。
レーシングカーにも視線移動の少ないフェンダーミラーを採用するチームが見られる。
これらのうちタクシー営業用のセダンは、長年に渡って伝統的にフェンダーミラーを採用しており、タクシードライバーからの支持も根強い。しかし2014年廃止の日産・セドリック営業車は2009年のマイナーチェンジの際、事故時の歩行者への被害を緩和する目的でフェンダー形状が変更され、構造上フェンダーミラーが装着不可能になり、以降の日産自動車ではフェンダーミラーを採用する車種は全て廃止されている。トヨタ自動車では、クラウンセダン/クラウンコンフォート/コンフォートにフェンダーミラーの設定があったが、これらは2018年以降の法規制に対応できないため、2017年12月までに生産完了した。セダン以外のタクシー専用車としては、2017年に登場したトヨタ・ジャパンタクシーがフェンダーミラー専用車である。
日本においては、自動車のオーナーがドアミラー車を改造してフェンダーミラーに付け替えること自体は合法となっているが、フェンダーミラーの装着を想定していないドアミラー車ではフェンダー部分が事故を想定したクラッシャブルゾーンとなっているため剛性が不足し、ミラーの振動を防ぐための補強といった大掛かりな改造が必要になる場合もある。国土交通省自動車交通局職員によると、改造には少なくとも数十万円単位の費用が掛かるという。実際にカスタムショップに依頼した場合の費用としては、簡単なもので数万円、ドアミラーの撤去に伴う穴埋めや配線作業を伴う本格的なもので十数万円以上といった実績がある。もっとも、ドアミラーとフェンダーミラーの両方を取り付けても違法とはならないため、見た目が気にならなければドアミラーを撤去する必要はない。前述のコンフォートは地方のタクシー会社が教習車中古を購入した場合に、代替されるタクシー車両からフェンダーミラーつきのフェンダーやドアミラーのない部分の蓋を移植して使用する例があり、ほかにも機器スペースの関係等でインパネ等教習車仕様とタクシー仕様で見た目が異なる箇所を移植する際にこれらの改造を施工する事業者がある。クラウンセダンでも官公庁等の中古をタクシーにする際に同様の改造をすることがある。

## 各国の表現
部品名としては「英語: outer rear view mirror（アウター リアビューミラー = 外部後写鏡）」が一般的で、これ自体に取り付け位置を示す意味はない。アメリカ英語ではドアミラー。イギリス英語ではウィングミラー（wing mirror）。その機能からサイド・ビュー・ミラー（side-view mirror）ともいわれ、原則的に日本でいう「ドアミラー」と「フェンダーミラー」の区別はされていない。